# Parc des Sports (Annecy)
Parc des Sports d'Annecy (pol. Park Sportowy Annecy) – wielofunkcyjny stadion sportowy w Annecy zbudowany w latach 1962-1964. W 1998 na stadionie odbywały się Mistrzostwa Świata Juniorów w Lekkoatletyce 1998. Po renowacji w 2010 roku pojemność stadionu wynosi 12243 widzów. 
Obecnie na stadionie swoje mecze rozgrywają piłkarskie zespoły Evian Thonon Gaillard FC oraz Annecy FC.